# AbemaGOLDEN 9
『AbemaGOLDEN 9』（アベマ ゴールデンナイン）は、2017年4月からインターネットテレビ局AbemaTV（現ABEMA）「AbemaSPECIALチャンネル」の新編成として、毎日夜9時から配信されるウェブテレビ番組のゾーンタイトルである。

## 概要
AbemaTVがさらなる視聴習慣定着を目指し、地上波テレビでも活躍するタレント、ミュージシャンを起用した番組を毎日夜9時に「AbemaGOLDEN 9（アベマゴールデンナイン）」として編成。月曜枠「おぎやはぎの「ブス」テレビ」、土曜枠「BPM 〜BEST PEOPLE's MUSIC〜」は既存番組。
それぞれの番組冒頭にはサウンドステッカーが挿入されている。名称が似通う番組チャンネル「AbemaGOLDチャンネル」とは直接的には無関係。
2020年春までに大半の番組が終了し、唯一毎週配信の「GENERATIONS高校TV」でもサウンドロゴは外されており、事実上番組枠は消滅した。

## 番組
- おぎやはぎの「ブス」テレビ（月曜：2017年1月23日 - 2020年4月6日）
- 指原莉乃&ブラマヨの恋するサイテー男総選挙（火曜：2017年4月11日 - 2020年4月21日）
- バラエティ開拓バラエティ 日村がゆく（水曜：2017年4月26日 - 2020年3月18日）
- 木曜は該当番組なし。
- 金曜は該当番組なし。
- BPM 〜BEST PEOPLE's MUSIC〜（土曜：2016年10月10日 - ）※2019年4月以降は月一
- GENERATIONS高校TV（日曜：2017年4月9日 - ）

### 過去の番組
- 必殺!バカリズム地獄（金曜：2017年4月7日 - 2018年6月29日）[4]
- 極楽とんぼKAKERUTV（木曜：2017年4月27日 - 2019年3月28日[5]）
- 株式会社ニシノコンサル（金曜：2018年8月17日 - 2019年3月29日、木曜：2019年4月25日 - 2020年3月26日[6]）
- 番組制作権争奪リアリティーショー クリエイターズファンディング（金曜：2019年4月12日 - 5月3日）[7]

## WEEKDAYS PM 10:00 ON AIR
『WEEKDAYS PM 10:00 ON AIR』（ウィークデイ ピーエム テンオンエア）は、AbemaSPECIALチャンネルの視聴習慣強化対策としてAbemaGOLDEN 9同様に設けられた番組枠。2017年4月より既存番組も合わせAbemaGOLDEN 9からリレーする平日夜10時に編成。以降の各番組オープニングが10時を表す時計→各番組のタイトル→本日の編成番組という流れのものに統一された。一部番組終了により同年9月に撤廃されている（継続番組は共通オープニングが削られた）。
- 最上もがのもがマガ!（月曜）
- 松井恵理子・松嵜麗の声優アニ雑団（火曜）
- 篠崎愛の初体験ラボ アブナイ生検証バラエティー（水曜）
- 恋のポイント村本くん（木曜）
- エゴサーチTV（金曜）